# Daleville (Alabama)
Daleville és una ciutat del Comtat de Dale a l'estat d'Alabama (Estats Units d'Amèrica).

## Demografia
Segons el cens del 2000, Daleville tenia 4.653 habitants, 1.980 habitatges, i 1.245 famílies. La densitat de població era de 133 habitants/km².
Dels 1.980 habitatges en un 31,7% hi vivien nens de menys de 18 anys, en un 44,2% hi vivien parelles casades, en un 14,8% dones solteres, i en un 37,1% no eren unitats familiars. En el 31,5% dels habitatges hi vivien persones soles el 8,2% de les quals corresponia a persones de 65 anys o més que vivien soles. El nombre mitjà de persones vivint en cada habitatge era de 2,35 i el nombre mitjà de persones que vivien en cada família era de 2,96.
Per edats la població es repartia de la següent manera: un 26,3% tenia menys de 18 anys, un 10,3% entre 18 i 24, un 30,2% entre 25 i 44, un 23,4% de 45 a 60 i un 9,8% 65 anys o més.
L'edat mediana era de 34 anys. Per cada 100 dones hi havia 97,9 homes. Per cada 100 dones de 18 o més anys hi havia 94,4 homes.
La renda mediana per habitatge era de 34.473 $ i la renda mediana per família de 40.994 $. Els homes tenien una renda mediana de 30.997 $ mentre que les dones 21.162 $. La renda per capita de la població era de 16.761 $. Aproximadament l'11,5% de les famílies i el 13,8% de la població estaven per davall del llindar de pobresa.

## Poblacions properes
El següent diagrama mostra les poblacions més properes.